# Ría de Oriñón
La ría de Oriñón o de Guriezo es un estuario situado en el mar Cantábrico, en la desembocadura del río Agüera. Se localiza al oeste del municipio de Castro-Urdiales, limitando con el municipio de Guriezo, en Cantabria, España. 
Tiene una superficie de 0,753 km² y un perímetro de 7,8 km, con una superficie intermareal del 85%. Su tramo interior es muy estrecho, con suelos de arenas finas, y está atravesada por la autovía del Cantábrico. Según se avanza hacia el mar el relieve escarpado da lugar a una llano con una zona de marismas donde predominan las arenas y aparecen especies vegetales como Spartina y Halimione. Al final aparecen diques que limitan el influjo de las mareas. 
Durante la Edad Media la ría hizo de frontera natural entre los términos de Laredo y Castro-Urdiales, perteneciendo al primero.
Los nombres de la ría son los de las dos localidades que baña, Oriñón y Guriezo. Se cree que Oriñón proviene del latín aurum (oro) a través de la forma: aurinium.